# Nadleśnictwo Bytnica
Nadleśnictwo Bytnica – nadleśnictwo należące do Regionalnej Dyrekcji Lasów Państwowych w Zielonej Górze, położone na terenie gmin: Bytnica, Krosno Odrzańskie, Skąpe, Łagów, Czerwieńsk. Obejmuje 19 136 ha powierzchni. Obszar nadleśnictwa pokrywa prawie wyłącznie ubogi bór sosnowy. Na  terenie nadleśnictwa znajduje się Gryżyński Park Krajobrazowy. 